# Silo (logiciel)
Pour les articles homonymes, voir Silo.
Silo est un logiciel de modélisation 3D spécialement conçu pour modéliser en subdivision de surface. Il accepte les formats .OBJ, .DXF, et .3DS (voir aussi 3DS). 
Il a été créé par Nevercenter. La version 2.1 est sortie en août 2008.